# Église du Saint-Esprit d'Heidelberg

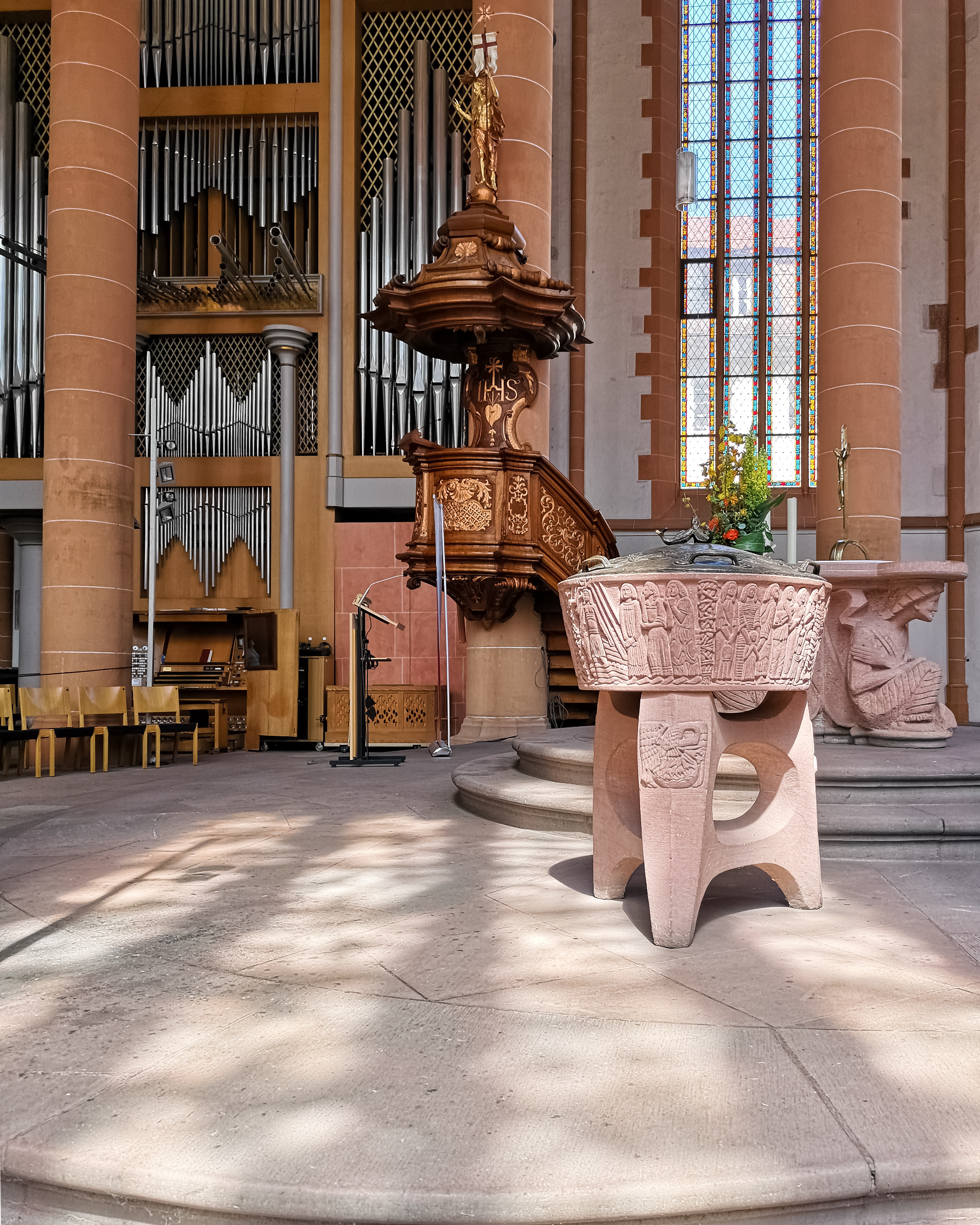
Vue intérieure du côté gauche avec l'orgue principal, la chaire, les fonts baptismaux et l'autel de l'église

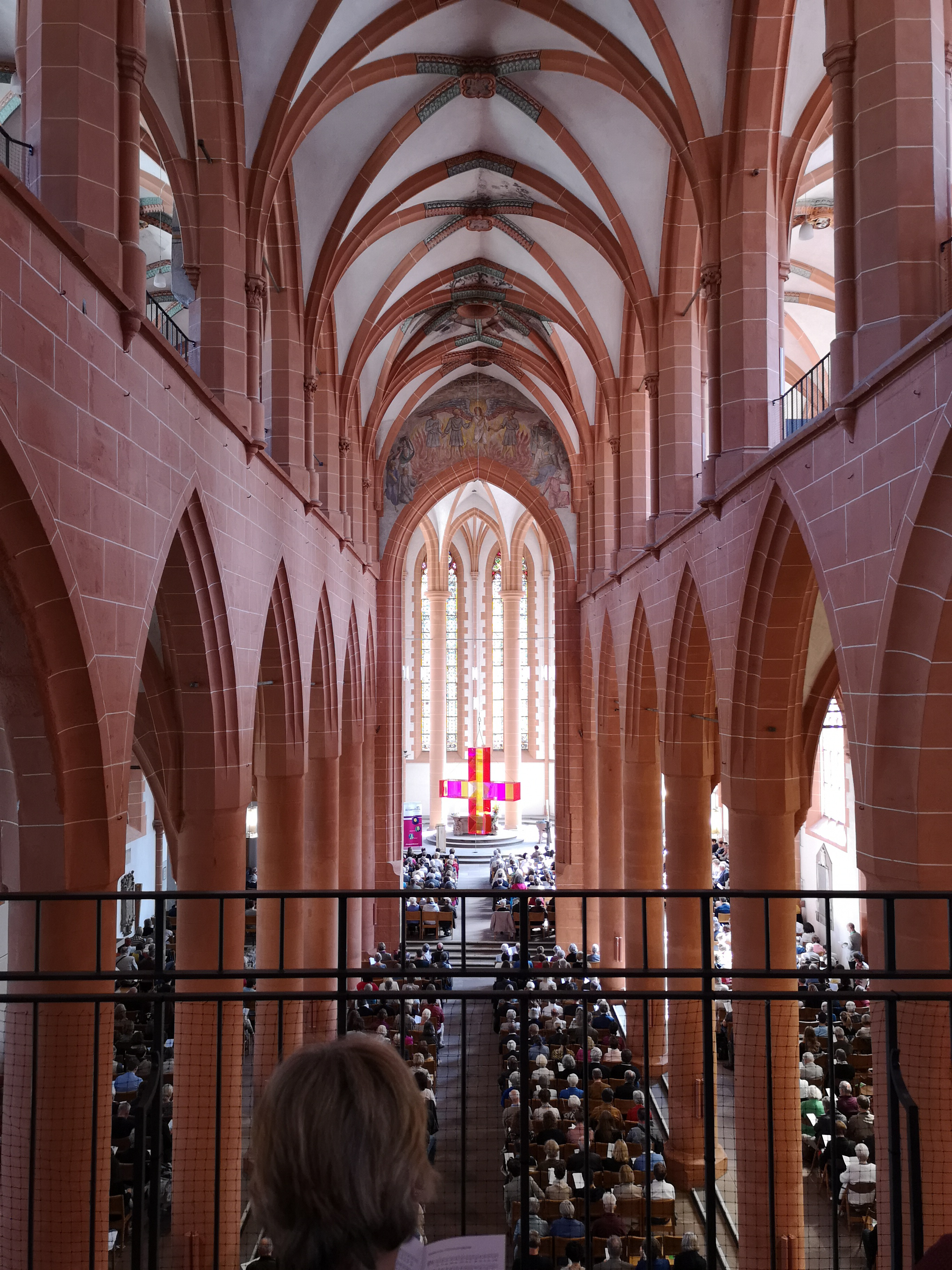
Nef avec abside

L'église du Saint-Esprit ou Heiliggeistkirche est la plus grande église de style tardif située à Heidelberg, Bade-Wurtemberg en Allemagne. Elle se situe sur la « Marktplatz » (place du marché), au cœur du centre-ville historique, non loin du château de Heidelberg.
Elle fut construite de 1398 à 1515. L'église du Saint-Esprit est connue pour avoir abrité la bibliothèque palatine et pour son histoire confessionnelle mouvementée en étroite relation avec l'histoire de Heidelberg. De 1706 à 1936, l’intérieur de l'église était séparé en deux parties par un mur. Le chœur était catholique et le reste protestant. Depuis 1936, l'ensemble de l'église appartient à l'Église protestante du Pays de Bade.